# Antoinette Françoise Césarine Carra de Vaux
Antoinette Françoise Césarine Carra de Vaux, född des Roys 1763, död 1849, var en fransk memoarskrivare. Hon är känd för sina memoarer som beskriver hennes liv under franska revolutionen.
Hon var dotter till en egendomsförvaltare hos hertigen av Orleans och gift med en baron och godsägare i Bejaoulais. Hon var moster till Alphonse de Lamartine.
Hennes memoarer skildrar revolutionen som den tedde sig på landsbygden kring Bejaoulais, Nice och Lyon, bland annat sådana förändringar som då det feodala systemet upplöstes och bönderna började vägra låta sig beskattas av hennes make baronen. 